# Martins (cratère)
Pour les articles homonymes, voir Martins.
Martins est un cratère d'impact présent à la surface de Mercure. 
Ce cratère fut ainsi nommé par l'Union astronomique internationale en 2019 en hommage à la sculptrice brésilienne Maria Martins. 
Son diamètre est de 12,4 km. Il se situe dans le quadrangle de Derain (quadrangle H-10) de Mercure.